# سفارة فنلندا لدى السعودية
سفارة فنلندا لدى السعودية هي الممثلية الدبلوماسية العليا لدولة فنلندا لدى المملكة العربية السعودية. تقع السفارة في حي السفارات في الرياض.